# Esat Stavileci
Esat Stavileci, född den 11 juli 1942, död den 15 augusti 2015, var en albansk forskare och expert inom den vetenskapliga juridiken.
Esat Stavileci föddes i Gjakova i Kosovo i forna Jugoslavien och efter grund- och gymnasieskolan utbildade han sig vid Juridiska fakulteten i den före detta jugoslaviska provinsens huvudstad, Pristina. Stavileci studerade vidare i Zagreb i Kroatien och tog slutligen doktorsexamen 1974 i Sarajevo i Bosnien och Hercegovina.
Esat Stavileci var bland annat intresserad av konstitutionell juridik, politiska system, offentlig administration och juridisk terminologi. Han var bland annat författare till "The Truth About Kosova : Arguments and Facts in Support of Its Independence" (2007) och Odgovornost u samoupravnom drustvu (Biblioteka " Diapazonet") (1977) Stavileci var medlem av Unesco:s The Kosovo Memory of the World National Committee.
Esat Stavilecis bortgång offentliggjordes av Kosovos akademi för vetenskap och konst. Den 17 augusti 2015, två dagar efter hans bortgång hölls en officiell minneshögtid för Stavileci där bland annat Kosovos president Atifete Jahjaga och Kosovos statsminister Isa Mustafa deltog.

### Fotnoter
1. ↑  Vdiq akademiku, Esat Stavileci (på albanska), Telegrafi.com, 15 augusti 2015, läs online.[källa från Wikidata]
2. ↑  ”Vdiq akademiku, Esat Stavileci”. Telegrafi. http://www.telegrafi.com/lajme/vdiq-akademiku-esat-stavileci-2-68717.html. Läst 11 september 2015. (albanska)
3. ↑  "The Truth About Kosova : Arguments and Facts in Support of Its Independence"
4. ↑  Odgovornost u samoupravnom drustvu (Biblioteka " Diapazonet")
5. ↑  ”Kosovo - Memory of the World National Committee”. UNESCO 1995 - 2009. Arkiverad från originalet den 26 oktober 2016. https://web.archive.org/web/20161026232534/http://portal.unesco.org/ci/en/ev.php-URL_ID%3D20367%26URL_DO%3DDO_TOPIC%26URL_SECTION%3D201.html. Läst den 11 september 2015. Uppdaterad den 9 februari 2007..
6. ↑  ”President Jahjaga attended the commemorative meeting for Academic Esat Stavileci”. Office of the President of Kosovo. http://www.president-ksgov.net/?page=2,6,3988#.VfMZz32USt8. Läst 11 september 2015.